# Pinerolo (stacja kolejowa)
Pinerolo (włoski: Stazione di Pinerolo) – stacja kolejowa w Pinerolo, w prowincji Turyn, w regionie Piemont, we Włoszech. Znajduje się na linii Turyn-Pinerolo-Torre Pellice.

## Historia
Stacja została otwarta w 1854 r. po ukończeniu linii z Turynu. W 1882 roku linia została przedłużona do Torre Pellice.